# Marvin (Patches)
Marvin (Patches) é uma canção gravada em 1984 pelo grupo brasileiro de rock Titãs e lançada como single em 1988, retirado do álbum ao vivo Go Back. "Marvin" é versão de uma canção em inglês intitulada "Patches", composta por General Norman Johnson e Ron Dunbar, interpretada originalmente pela banda Chairmen of the Board em 1970. A canção em inglês venceu um Grammy e foi regravada por Clarence Carter no mesmo ano em que foi lançada pela banda.